# Doros (Gemmenschneider)
Doros (altgriechisch Δῶρος Dṓros) war ein antiker Gemmenschneider.
Er ist nur bekannt durch seine in Philadelphia in Lydien (Alaşehir) gefundenen Grabstele, die ins 2. Jahrhundert datiert wird. Danach stammte er aus dem nicht weit entfernten Sardes, war der Sohn des Marion und der Lakaina und starb mit 18 Jahren. Er wird in der Inschrift als δακτυλοκοιλογλύφος bezeichnet, arbeitete also wohl geschnittene Gemmen für Fingerringe. Von besonderem Interesse ist die Darstellung der heute verlorenen und nur als Abklatsch erhaltenen Grabstele. Sie zeigt im Giebelfeld die einzige bekannte Darstellung eines von antiken Gemmenschneidern benutzten Werkzeugs: einen durch einen Bogen zum Rotieren gebrachten, horizontal gelagerten Fiedelbohrer.